# Guangxi
Il Guangxi (廣西T, 广西S, Guǎngxī Zhuàngzú ZìzhìqūP, Kwangsi ChuangW- ) è una regione autonoma della Cina meridionale. Dal 1913 al 1945 si chiamò Yungning.

## Geografia fisica
La regione ha status autonomo perché è la sede principale degli zhuang, la prima minoranza etnica in Cina (numerosa anche nel confinante Yunnan, e con il nome di tày, nel vicino Vietnam).
Limitata a sud dal Mar Cinese Meridionale, è attraversata dai fiumi Si Kiang (Xi Jiang), Yu Kiang e Hongshui. Il sottosuolo è sfruttato da miniere di ferro, carbone, bauxite, antimonio e tungsteno. L'agricoltura offre riso e mais, mentre le principali industrie sono quelle meccaniche e tessili.
Il capoluogo Nanning (2 480 340 abitanti) sul fiume Yu è un notevole porto commerciale e sede di un aeroporto.

## Storia
Il territorio non fece parte dell'antica civilizzazione cinese nella pianura del nord della Cina. Venne abitato dal popolo conosciuto con il nome de "I cento Yuetmir (antenati degli zhuang)" che potrebbe essere identificato con il popolo Tai-Kadai, legato agli Zhuang dell'odierno Guangxi. Lo zhuang è uno dei popoli indigeni della Guangxi. Si è ipotizzato che le origini etniche risalgano al paleolitico.
La storia del popolo è indissolubilmente legata con quella dell'antica etnia Bai-Yue e affonda le sue radici ai tempi della civiltà Luoyue, che visse lungo il Fiume Rosso, nel nordovest del Guangxi. L'unica testimonianza della civiltà Luoyue è tutelata dall'UNESCO dal 2016, anno in cui il paesaggio culturale dell'arte rupestre di Zuojiang Huashan è entrato a far parte della lista dei patrimoni dell'umanità.
L'odierno Guangxi orientale venne conquistato dall'impero cinese della dinastia Qin nel 214 a.C.. Per portare la zona interamente sotto il proprio controllo, gli Qin Shi Huang costruirono il canale Lingqu, che collega tuttora il fiume Xiang e il Lijiang.
Quando la dinastia Qin entrò nel suo periodo di declino, un regno indipendente noto come Nanyue 南越 (Yue meridionale), che comprendeva parti delle odierne province cinesi del Guangdong, del Guangxi, dello Yunnan e gran parte dell'attuale Vietnam settentrionale, venne fondato dal generale Zhao Tuo (趙陀) nel 203 a.C.. Questo regno venne supportato dagli zhuang fino al suo collasso nel 111 a.C.. La dinastia Han (206 a.C. - 220), considerando la forza degli zhuang, ridusse la loro autonomia e consolidò la propria autorità con avamposti militari a Guilin 桂(林), Wuzhou (梧州), e Yulin (玉林).
Nel 627 durante la Dinastia Tang, il Guangxi con il Guangdong divenne parte del Circuito di Lingnan. L'area del Circuito di Lingnan, corrispondente all'attuale Guangxi, fu rinominata Circuito del Guangnan Occidentale nel 971 (Dinastia Song). Da "Guangnan Occidentale" deriva il termine "Guangxi".
Il nome della provincia del Guangxi risale agli inizi della Dinastia Yuan. Nel 1958 ha cambiato nome in Regione Autonoma di Guangxi Zhuang.

## Geografia antropica

### Suddivisioni amministrative
La Regione Autonoma di Guangxi Zhuang è suddivisa in 14 città con status di prefettura:
- Baise
- Hechi
- Liuzhou
- Guilin
- Hezhou
- Chongzuo
- Nanning
- Laibin
- Guigang
- Wuzhou
- Fangchenggang
- Qinzhou
- Beihai
- Yulin

Le 14 città con status di prefettura amministrano in totale: 56 distretti, 34 città con status di contea, 20 contee e 7 contee autonome.
Mappa della suddivisione amministrativa della provincia del Guangxi
| Mappa | #             | Nome     | Hanzi             | Hanyu Pinyin    | Lingua zhuang           | Amministrazione |
| ----- | ------------- | -------- | ----------------- | --------------- | ----------------------- | --------------- |
|       |               |          |                   |                 |                         |                 |
| 1     | Baise         | 百色市   | Bǎisè Shì         | Bwzswz          | Youjiang Distretto      |                 |
| 2     | Hechi         | 河池市   | Héchí Shì         | Hozciz          | Jinchengjiang Distretto |                 |
| 3     | Liuzhou       | 柳州市   | Liǔzhōu Shì       | Liujcouh        | Chengzhong Distretto    |                 |
| 4     | Guilin        | 桂林市   | Guìlín Shì        | Gveilinz        | Xiufeng Distretto       |                 |
| 5     | Hezhou        | 贺州市   | Hézhōu Shì        | Hohcouh         | Babu Distretto          |                 |
| 6     | Chongzuo      | 崇左市   | Chóngzuǒ Shì      | Cungzcoj        | Jiangzhou Distretto     |                 |
| 7     | Nanning       | 南宁市   | Nánníng Shì       | Nanzningz       | Xingning Distretto      |                 |
| 8     | Laibin        | 来宾市   | Láibīn Shì        | Laizbinh        | Xingbin Distretto       |                 |
| 9     | Guigang       | 贵港市   | Guìgǎng Shì       | Gveigangj       | Gangbei Distretto       |                 |
| 10    | Wuzhou        | 梧州市   | Wúzhōu Shì        | Vuzcouh         | Wanxiu Distretto        |                 |
| 11    | Fangchenggang | 防城港市 | Fángchénggǎng Shì | Fangzcwngzgangj | Gangkou Distretto       |                 |
| 12    | Qinzhou       | 钦州市   | Qīnzhōu Shì       | Ginhcouh        | Qinnan Distretto        |                 |
| 13    | Beihai        | 北海市   | Běihǎi Shì        | Bwzhaij         | Haicheng Distretto      |                 |
| 14    | Yulin         | 玉林市   | Yùlín Shì         | Yilinz          | Yuzhou Distretto        |                 |